# Dibbelbrett
Ein Dibbelbrett (auch Dippelbrett – aus dem englischen. „to dip“) ist ein Gartengerät zur exakten Aussaat von Saatgut in das Saatbett von Radieschen, Bohnen oder ähnlichen Gartensamen.
Viele gleichmäßig angeordnete 2 cm lange Holzzapfen werden auf einem 3 cm dicken Brett befestigt. Das Brett wird mit einem Griff versehen und umgekehrt in den Boden gedrückt. Damit entstehen die Saatlöcher in exakt gleichem Abstand und derselben Tiefe, in die Samenkörner als Dippelsaat eingebracht werden. Das Saatgut wird dann unter Beachtung der Nutzpflanzenart nach Lichtkeimern bzw. Dunkelkeimern unterschiedlich mit Erde bedeckt und mit dem Andruckbrett verdichtet.